# Intelsat 901
Intelsat 901 (ang. International Telecommunications Satellite) – satelita telekomunikacyjny należący do operatora Intelsat, międzynarodowego giganta w tej dziedzinie, który od 1965 roku wyniósł na orbitę przeszło 80 satelitów.
Intelsat 901 został wyniesiony 9 czerwca 2001.
Znajduje się na orbicie geostacjonarnej (nad równikiem), na 18. stopniu długości geograficznej zachodniej.
Nadaje sygnał stacji telewizyjnych, przekazy telewizyjne oraz dane (dostęp do Internetu) do odbiorców w Europie, południowo-zachodniej Azji, Afryce oraz Ameryce Północnej i Południowej. Planowany czas działania satelity to co najmniej 13 lat.